# Taller Historia Crítica del Arte
El Taller Historia Crítica del Arte es un colectivo de artistas e investigadores sobre arte latinoamericano, procedentes de diversas disciplinas, interesado particularmente en la discusión y revisión del arte colombiano del siglo XX. Surgió en la ciudad de Bogotá (Colombia) en el año 2004.
El colectivo parte de la identificación de la mirada histórica del arte en Colombia como ejercicio de representación, y, desde allí, reconoce las condiciones estéticas, sociales y políticas de la producción y divulgación visual, como uno de sus principales objetos de estudio. Al nivel metodológico, parte de una documentación historiográfica de las dinámicas de la plástica, para así, generar alternativas interpretativas y curatoriales.
La intención del grupo es propiciar elementos de análisis para la historia y teoría del arte, no con el fin de legitimar producciones culturales, sino con la intención crítica de alentar nuevas miradas, particularmente con respecto a tres procesos: (i) los fundamentos de la construcción social del valor de los artistas y sus proyectos creativos, (ii) los supuestos de la mirada histórica frente a la producción cultural y (iii) el estudio de archivos relacionados con las prácticas artísticas contemporáneas.

## Historia
El grupo surgió en la ciudad de Bogotá (Colombia) en 2004, a partir de los integrantes del equipo curatorial de la exposición "Arte crítico: historia y política en las colecciones del Museo de Arte de la Universidad Nacional de Colombia". Inicialmente, el grupo estuvo conformado por William López, Halim Badawi, Paula Matiz y Juan Gabriel Pineda.
Posteriormente, entre el 17 y el 19 de septiembre de 2007, el grupo llevó a cabo la "I Cátedra Latinoamericana de Historia y Teoría del Arte Alberto Urdaneta: Arte y acción política" en la Biblioteca Luis Ángel Arango del Banco de la República, en Bogotá (Colombia). En esta ocasión, se reunieron los investigadores Olivier Debroise, Miguel López, William López y David Gutiérrez Castañeda, así como los artistas Esteban Rey, Maris Bustamante, Manuel Santana, y los sociólogos mexicanos John Holloway, Fernando Matamoros y Sergio Tischler. 
En 2007, el grupo de investigadores, ya conformado por Paula Matiz, Ruth Acuña, Luisa Fernanda Ordóñez, María Clara Cortés, William López y Halim Badawi, recibió, por impulso de William López, el "I Premio Nacional de Curaduría Histórica" de la Fundación Gilberto Alzate Avendaño de Bogotá, por el proyecto curatorial y editorial "Miguel Díaz Vargas: una modernidad invisible". Este proyecto desembocaría en una exposición celebrada en la Fundación Gilberto Alzate Avendaño durante el segundo semestre de 2008 y en la publicación del primer libro impreso en Colombia sobre la obra del artista Miguel Díaz Vargas. 
A raíz de esto, ingresarían al colectivo la artista e historiadora del arte Sylvia Suárez Segura y el sociólogo David Gutiérrez Castañeda. Desde 2008, el colectivo ha participado en el proyecto "Documents of 20th-Century Latin American and Latino Art" impulsado por The Museum of Fine Arts de Houston, y manejado en Colombia por la Universidad de los Andes. 
El grupo actual cuenta con el apoyo del Instituto de Investigaciones Estéticas de la Universidad Nacional de Colombia, sede Bogotá.

## El Taller Historia Crítica del Arte y la Red de Conceptualismos del Sur
A raíz del interés por los documentos de arte conservados en archivos públicos y privados colombianos, y por los procesos de reactivación del potencial crítico de las prácticas artísticas de las décadas de 1960 y 1970, en octubre de 2008 el Taller Historia Crítica del Arte participó en el "II Encuentro de la Red de Conceptualismos del Sur" celebrado en la ciudad de Rosario (Argentina), desarrollado alrededor de Tucumán Arde, un movimiento argentino que articuló la vanguardia artística con la vanguardia político-sindical en 1968.
En esta ocasión, el Taller Historia Crítica del Arte asistió en pleno, y participó con las presentaciones: "Prácticas sin lenguaje: ejercicios de categorización sobre prácticas artísticas" escrito por David Gutiérrez Castañeda, y el texto "Archivos, museos y patrimonio artístico latinoamericano: hacia una nueva función social de los museos universitarios de arte", escrito por William López Rosas y Halim Badawi.  
Luego, como parte de la Red, el Taller estuvo presente en marzo de 2009 en el seminario-encuentro "Reactivaciones poéticas políticas" celebrado en el Museo Nacional Centro de Arte Reina Sofía de Madrid (España). En esta ocasión, participaría William López con el texto "Militancias artísticas y compromisos poéticos: las alternativas políticas de la acción plástica setentista en Colombia”.
En julio de 2009, en el "III Encuentro de la Red de Conceptualismos del Sur" titulado "Memoria y archivos: categorías modernizadoras, repercusiones y disidencias posibles en el arte latinoamericano" participaría María Clara Cortés, Sylvia Suárez Segura y Luisa Fernanda Ordóñez con un Taller de Redes elaborado en conjunto con el argentino Syd Krochmalny.
La Red de Conceptualismos del Sur es un colectivo latinoamericano, originado a finales de 2007, conformado por cerca de cincuenta investigadores de España, México, Colombia, Ecuador, Perú, Chile, Argentina, Uruguay, Paraguay, Brasil e Inglaterra, interesados en la investigación sobre las prácticas artísticas contemporáneas en América Latina.
A raíz de la vinculación del Taller Historia Crítica del Arte con la Red de Conceptualismos del Sur y éste, a su vez, con el proyecto "Archivo universal", impulsado por el Museo Nacional Centro de Arte Reina Sofía de Madrid (España), el Taller Historia Crítica del Arte desarrolló para Colombia, en 2009, el proyecto "Cartografías", en el cual se llevó a cabo un mapeo de noventa archivos de arte, públicos y privados, ubicados en las ciudades colombianas de Bogotá, Medellín, Cali, Barranquilla y Cartagena.

## Integrantes
El Taller Historia Crítica del Arte está conformado de forma permanente por:
- William Alfonso López Rosas
- Luisa Fernanda Ordóñez
- Sylvia Suárez Segura
- Halim Badawi
- María Clara Cortés Polanía
- David Gutiérrez Castañeda